# Charles Addams
Charles Samuel Addams, soprannominato anche Chas Addams (Westfield, 7 gennaio 1912 – New York, 29 settembre 1988), è stato un fumettista statunitense.
Celebre vignettista per la testata The New Yorker, le sue opere erano caratterizzate dallo humor nero dei suoi personaggi particolarmente macabri. Alcuni dei personaggi più ricorrenti da lui creati divennero noti poi come La famiglia Addams (The Addams Family) e furono protagonisti di serie televisive, cartoni animati, film, musical, videogiochi, flipper oltre a svariato altro merchandising.

## Biografia
Charles Samuel Addams nasce a Westfield, nel New Jersey, figlio di Grace e Charles Huy Addams. La famiglia Addams è imparentata alla lontana con i Presidenti degli Stati Uniti John Adams e John Quincy Adams, per quanto ci sia una leggera differenza nella grafia del cognome. Charles era cugino di primo grado della riformatrice Jane Addams.
Nell'infanzia era conosciuto come «something of a rascal around the neighborhood»(«una specie di monello nel vicinato»), un amico d'infanzia ricorda che «his sense of humor was a little different from everybody else's» («il suo senso dell'umorismo era diverso da quello di chiunque altro»). Nella biografia di Linda Davis, Addams viene descritto come «a well-dressed, courtly man with silvery back-combed hair and a gentle manner, he bore no resemblance to a fiend» («un uomo cortese e ben vestito, con i capelli argentei pettinati all'indietro e dai modi gentili, senza alcuna somiglianza ad un demonio»).
Addams inizia a pubblicare dei fumetti per la rivista scolastica della Westfield High School: Weathervane. Si diploma nel 1929, per poi iscriversi alla Colgate University, e, dopo un anno, all'Università della Pennsylvania. Dal 1931 al 1932 studia invece alla Grand Central School of Art a New York. In questo periodo Addams invia dei disegni al New Yorker, dimenticando però di includere l'indirizzo di ritorno. Solo dopo qualche mese, ritornando negli uffici della rivista per riprendere i suoi disegni, scopre che questi gli erano stati accettati. La morte di suo padre nel 1933, però, lo spinge a lasciare gli studi ed inizia a lavorare per la rivista True Detective, dove tra le altre cose aveva il compito di ritoccare le foto dei cadaveri che apparivano nella rivista, togliendone il sangue.
Il successo di Addams inizia con la seconda striscia inviata al New Yorker: tre giocatori di hockey in completa uniforme, uno dei quali senza pattini; nella didascalia diceva «I forgot my skates» («Ho dimenticato i pattini»). Charles ricorderà quel periodo come molto istruttivo: «It was a sort of education in the technical side of drawing picture. I learned all about rubber cement and different kinds of papers». La famiglia Addams verrà introdotta sul New Yorker nel 1938, vedendo aggiungersi di anno in anno tutti i membri della famiglia.
Durante la Seconda guerra mondiale, Addams verrà arruolato nel Signal Corps Photographic Center, a New York, dove produrrà dei filmati d'animazione per la U.S. Army. Alla fine del 1942 incontra la sua prima moglie, Barbara Jean Day, che aveva una straordinaria somiglianza con il personaggio di Morticia Addams. Il matrimonio finì dopo otto anni. Si risposerà nel 1954 con Barbara Barb, per poi divorziare una seconda volta nel 1956.
La notorietà della famiglia Addams raggiungerà il grande pubblico con la serie televisiva, andando in onda sul canale ABC dal 1964 al 1966. Si dice che l'idea della serie venne al produttore David Levy quando, passeggiando nella quinta strada di New York insieme ad un amico, vide la copertina del libro "Homebodies" di Addams. Fermandosi Levy avrebbe esclamato «There's a hit series!». Nel 1965 Addams terrà la sua prima mostra a New York, al Museum of the City of New York.
Più tardi, Addams si sposa con la sua terza ed ultima moglie: Marilyn Matthews Miller, conosciuta come "Tee" (1926-2002). Nel 1985 i due si trasferiscono a Sagaponack, nello Stato di New York, in una proprietà che denominano "The Swamp".
Muore il 29 settembre 1988, a 76 anni, dopo un attacco di cuore.

## Opere
Libri che raccolgono illustrazioni di Charles Addams.

### Raccolte di vignette e illustrazioni
- Drawn and Quartered, Random House, 1942
- Addams and Evil, Simon and Schuster, 1947
- Monster Rally, Simon & Schuster, 1950
- Homebodies, Simon & Schuster, 1954
- Nightcrawlers, Simon & Schuster, 1957
- Black Maria, Simon & Schuster, 1960
- The Groaning Board, Simon & Schuster, 1964
- Gli Addams, Milano, Milano Libri Edizioni, 1966, ISBN non esistente.
- The Chas Addams Mother Goose, Windmill Books, 1967
- My Crowd, Simon & Schuster, 1970
- Favorite Haunts, Simon & Schuster, 1976
- Creature Comforts, Simon & Schuster, 1981
- The World of Charles Addams, Knopf, 1981. ISBN 0-394-58822-3
- Half - Baked Cookbook, Simon & Schuster, 2005. ISBN 0-7432-6775-3
- Happily Ever After: A Collection of Cartoons to Chill the Heart of Your Loved One, Simon & Schuster, 2006. ISBN 978-0-7432-6777-9
- H. Kevin Miserocchi e Charles Addams, La famiglia Addams. Una storia diabolica [The Addams Family: An Evilution], Logos Edizioni, 2011  [2010], ISBN 978-88-576-0063-5.

### Raccolte di fotografie
- Dear Dead Days: A Family Album, G.P. Putnam & Sons, 1959

### Illustrazioni per altri autori
- John Kobler Afternoon in the Attic (1950)

## Riconoscimenti
- 1961 - Edgar Award
  - Cartoonist of the Macabre[12][13]